# H.C. Andersens breve og manuskripter
H.C. Andersens breve og manuskripter. Samlingerne af H.C. Andersens originale håndskrifter er i omfang og kvalitet helt enestående. Her er manuskripter med udkast og varianter til alle de genrer, som digteren videreudviklede og i mange tilfælde gav sit helt personlige udtryk: eventyr, digte, romaner og dramatiske værker. Manuskripterne til hans berømte eventyr er i samlingen. Her findes desuden alle hans originale dagbøger og almanakker, manuskripterne til to af hans selvbiografier, mange af hans berømte papirklip og ikke mindst flere tusinde breve i de omfattende korrespondancer, som han gennem hele livet førte med venner og - ikke mindst - veninder og med forfatterkolleger, kunstnere og andre notabiliteter i ind- og udland. Samlingen rummer 95-99 pct. af de bevarede manuskripter og breve. Samlingen befinder sig i Det Kongelige Bibliotek . 

## Herkomst
Allerede som barn forudså H.C. Andersen (1805-1875) sin senere berømmelse, og han gemte omhyggeligt alt, hvad han i sin livslange utrolig produktive - og urolige - forfattervirksomhed førte på papir, hvad enten det drejede sig om ungdommens første poetiske forsøg, stilehæfterne fra den traumatiske skoletid, udkastene til de første, skelsættende eventyr eller den sidste dagbog, afsluttet kort før hans død. Mange af disse manuskripter forærede han selv til de familier, han aflagde en visit eller boede hos i nogle dage eller ugevis. 
Blandt disse familier indtog familien Collin på mange måder en særstilling. Det var derfor naturligt for den familieløse digter i sit testamente at indsætte den næsten jævnaldrende departementschef, etatsråd Edvard Collin som sin universalarving, herunder til den store manuskriptsamling, som familien udmærket forstod betydningen af. Edvard Collin skrev om, hvorledes han kom i besiddelse af de utrykte kilder: ”Min afdøde ven H.C. Andersen havde for skik, ved sine daglige besøg i mit hus at levere mig et eller andet lille stykke eller en optegnelse, hans tidligere liv vedkommende, som han havde ”fundet” ved at rode i sine papirer ... Han gav mig også breve fra hiin tid og andre fuldstændige optegnelser”.
Edvard Collins søn, zoologen, etatsråd Jonas Collin lagde grunden til den nuværende samling, da han ved gavebrev af 18. juni 1905 (en måned før sin død) donerede hele denne samling til Det Kongelige Bibliotek. Et halvt år senere donerede Jonas Collins enke til Det Kongelige Bibliotek ved gavebrev af 2. november 1905 en meget omfattende samling breve fra og til H.C. Andersen, herunder breve med danskere og udlændinge . 
Siden 1905 er flere supplerende erhvervelser tilgået samlingen, men hvoraf tre overleveringer må fremhæves, nemlig Holger Laage-Petersens samling, Arne Portmans samling og Manuskriptet til eventyret De Vises Sten

## Samlinger

### Den Collinske Brev- og Manuskriptsamling
Den Collinske Brev- og Manuskriptsamling er kernen i samlingen af H.C. Andersens breve og manuskripter. Den består af manuskripterne fra Edvard Collins manuskriptsamling og brevene fra donationen efter Jonas Collins enke. Alene den store manuskriptsamling er på 45 hyldemeter og indeholder 800 numre/fonds. Blandt H.C. Andersens efterladte papirer i den Collinske Manuskript- og Brevsamling er flere højdepunkter inden for alle manuskripttyper. Men blandt sådanne kan nævnes dagbogen fra den første udenlandsrejse til Tyskland i 1831 med Andersens egne tegninger, manuskripterne til gennembrudsdigtet Det døende Barn og til et af de første eventyr, Prindsessen paa Ærten, samt den omfangsrige korrespondance med vennen og digteren B.S. Ingemann.

### Holger Laage-Petersens H.C. Andersen-samling
Ved sin død i 1949 tilfaldt grosserer Holger Laage-Petersens H.C. Andersen-samling Det Kongelige Bibliotek. Ud over fornemme indbindinger af H.C. Andersens førsteudgaver af trykte bøger supplerer den de eksisterende utrykte samlinger med manuskripter, stambogsblade og papirklip. Samlingen indeholder prøver på H.C. Andersens kendte billedbøger til børn, i dette tilfælde børn af slægten Ørsted

### Arne Portmans H.C. Andersen-samling
Samlingen har tilhørt overlæge Arne Portman og rummer en meget stor samling af autografer fra H.C. Andersen. Den tilgik Det Kongelige Bibliotek i 1969 som gave, takket være en donation fra A.P. Møller og Hustru Chastine Mc-Kinney Møllers Fond til almene formål. Samlingen rummer ca. 30 breve til H.C. Andersen samt, som noget helt usædvanligt, 400 breve fra H.C. Andersen, alle skrevet i digterens senere år. Desuden rummer samlingen manuskripter, papirklip og fotografier.

### Manuskriptet til eventyret De Vises Sten
Manuskriptet til eventyret De Vises Sten fra 1858 har i mange år været anset for at være det sidste større H.C. Andersen-manuskript i privat eje, og det var ukendt for litteraturforskningen, indtil det pludselig dukkede op på auktion i 1999. Siden har det været omsat på det private marked flere gange til en pris, der gør det til ikke bare det dyreste H.C. Andersen-manuskript, men det dyreste danske håndskrift i det hele taget, der nogensinde er blevet handlet offentligt. Efter en auktion i november 2010, hvor manuskriptet endte med at blive trukket tilbage, købte 15. Juni Fonden manuskriptet direkte af den daværende ejer. Fonden overrakte i maj 2011 manuskriptet til Det Kongelige Bibliotek, hvor det nu er en del af H.C. Andersen-samlingen. 

## Betydning
H.C. Andersens breve og manuskripter regnes for verdenskulturarv og er optaget i Memory of the World Programme i 1997 